# Roman à mystère

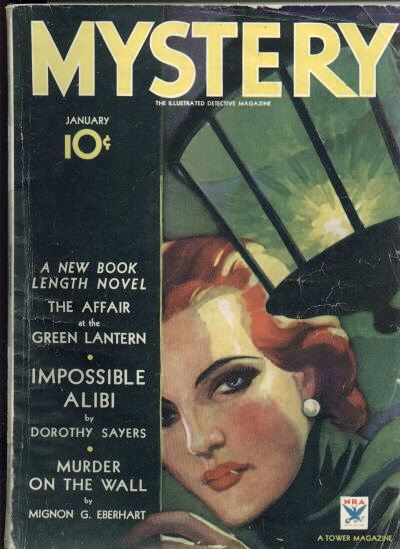
Mystery, janvier 1934 magazine.

Le roman à mystère est un genre de fiction dans lequel la nature d'un événement, le plus souvent un meurtre ou un autre crime, reste mystérieux jusqu'au dénouement de l'histoire. Dans la majorité des romans à mystère, on a plusieurs suspects, tous avec une raison et la possibilité d'avoir commis le crime, et un personnage de détective qui parvient à trouver le véritable coupable en déduisant la réponse à partir des indices donnés au lectorat, soit un whodunit. Certains romans à mystère peuvent être de non-fiction.

## Historique
Le roman à mystère trouve ses origines dans les débuts des polices professionnelles au dix-neuvième siècle : les crimes commencent alors à faire l'objet de véritables enquêtes, plutôt qu'être résolus immédiatement ou abandonnés.
En 1819, Ernst Theodor Amadeus Hoffmann publie Mademoiselle de Scudéry. Récit de l'époque de Louis XIV, qui pourrait être le premier roman de mystère et a fortement influencé Double Assassinat dans la rue Morgue d'Edgar Allan Poe (1841). En 1860, Wilkie Collins publie La Femme en blanc, puis La Pierre de lune en 1868. En 1887, Arthur Conan Doyle crée le personnage de Sherlock Holmes. 
Au début du 20e siècle, les productions du genre croissent avec la création des dime novels et des pulps. Les romans à mystère gagnent en popularité dans les années 1920, avec leur développement chez un lectorat plus jeune grâce aux romans de Edward Stratemeyer, créateur des séries Les Frères Hardy et Alice Roy, et à Agatha Christie.
Dans les années 1930 et 1940, il est commun que les romans à mystère aient une caractéristique surnaturelle, pour laquelle la solution n'est pas forcément logique, et qui n'implique parfois même pas de crime. Les pulps Dime Mystery, Thrilling Mystery et Spicy Mystery se spécialisent dans ces histoires Grand-Guignolesques d'horreur supernaturelle à partir de 1933.

## Types de romans à mystère
- Fiction de détective
- Roman d'enquête inversée (en)
- Roman policier
- Roman policier historique
- Procédure policière
- True crime
- Cosy mystery
- Thriller juridique (en)
- Hardboiled
- Chambre close